# Colletes pulchellus
Espèce
Statut de conservation UICN

 VU B2ab(ii,iii) : Vulnérable
Colletes pulchellus est une espèce d'abeilles de la famille des Colletidae. Elle est présente dans le sud de la France et en Espagne.